# Bálint Péter (író)
Bálint Péter (Debrecen, 1958. január 6. –) József Attila-díjas magyar író, esszéista, egyetemi tanár.

## Életpályája
Szülei: Bálint Béla és Hodosi Aranka. 1979-1984 között a Kossuth Lajos Tudományegyetem Bölcsészettudományi Karának magyar-történelem szakos hallgatója volt.
1983 óta rendszeresen publikál. 1984-1997 között gimnáziumi tanárként dolgozott. 1995, 1999, 2000 Párizsban, 1997-ben Bázelben volt ösztöndíjas. 1998-2000 között a Kőrös Főiskola, 2000 óta pedig a Debreceni Egyetem Hajdúböszörményi Pedagógiai Főiskolai Kar oktatója. A Debreceni Egyetem Gyermeknevelési és Gyógypedagógiai Kar dékánja (2015-2020), egyetemi tanár volt. Bálint Pétert 2020 áprilisában, a tanév közben zaklatási ügyek miatt váratlanul mentették fel dékáni pozíciójából a Debreceni Egyetemen.

## Magánélete
1981-ben házasságot kötött Lipták Csillával. Két lányuk született; Fruzsina (1985) és Zsuzsa (1989).

## Művei
- Örvény és fúga. Egy fiatal festő naplófeljegyzései; Szépirodalmi, Bp., 1990
- Arcok és ál-arcok (esszék, 1994)
- Noteszlapok (esszék, 1997)
- Búvópatak. Egy festő kalandozásai a reformáció korában; Seneca, Bp., 1998 (Thesaurus)
- Alföldi portrék (regény, 2000)
- Nyílt kártyákkal (a levél- és naplóírásról) (tanulmányok, 2001)
- "Őrizem a szemedet...". Szerelmes pillantások gyűjteménye; vál., szerk. Bálint Péter; Didakt, Debrecen, 2002
- Szentkuthy álruhában. Közelítések egy gigantikus napló írójához (2003)
- Szembesítések – Naplók (2003)
- Önfaggatások és szembesítések; szerk. Bálint Péter; Didakt, Debrecen, 2003 (Irodalom és hagyomány)
- A meseszövés változatai, Mesemondók, mesegyűjtők és meseírók; szerk. Bálint Péter; Didakt, Debrecen, 2003 (Mese és hagyomány?)
- Szembesítések. Naplók, Leuven 1996, Párizs 1999; Felsőmagyarország–Szépírás, Miskolc Szolnok, 2003
- Egy kretén vallomásai (2005)
- Tarvágás – Hegyi beszéd (2006)
- Közelítések a meséhez. A mese értelmezhetőségei; szerk. Bálint Péter; bőv., átdolg. kiad.; Didakt, Debrecen, 2006 (Irodalom és hagyomány)
- Változatok a gyermeklírára; szerk. Bálint Péter, Bódis Zoltán; Didakt, Debrecen, 2006 (Irodalom és hagyomány)
- "Végbúcsúmat tiszta szívvel fogadjátok". Csokonai naplófeljegyzései (életrajzi regény, 2007)
- Csillagfény és homály közt (2007)
- Utazás és idegenség. Esszék és tanulmányok; Kortárs, Bp., 2009 (Kortárs esszék)
- Hangok csupán; Kortárs, Bp., 2011 (Kortárs próza)
- Honti és a mesevilág; szerk. Bálint Péter; Didakt Kft., Hajdúböszörmény–Debrecen, 2011
- Identitás és népmese; szerk. Bálint Péter; Debreceni Egyetem Gyermeknevelési és Felnőttképzési Kar Irodalom, Kommunikáció és Kulturális Antropológia Tanszék, Hajdúböszörmény, 2011
- Identitás és nyelv a cigány mesemondóknál; szerk. Bálint Péter; Debreceni Egyetem Gyermeknevelési és Felnőttképzési Kar Irodalom, Kommunikáció és Kulturális Antropológia Tanszék, Hajdúböszörmény, 2012
- Meseértés és értelmezés. A kárpát-medencei népmesehagyomány hermeneutikai vizsgálata. Tanulmánykötet; Didakt Kft., Hajdúböszörmény–Debrecen, 2013
- Archaikus alakzatok a népmesében. Jakab István cigány mesemondó. A késleltető halmozás mestere; Didakt, Debrecen, 2014 (Fabula aeterna)
- Átok, titok és ígéret a népmesében / The curse, the secret and the promise in the folktale; angolra ford. Nagy Gabriella Ágnes, George Seel; Didakt, Debrecen, 2015 (Fabula aeterna, 5.)
- Kis mentori kézikönyv. Segédlet a Lippai Balázs Roma Szakkollégiumban végzett mentori tevékenységhez; szerk. Bálint Péter, Kocsis Péter Csaba; Didakt Kft.–DE GYFK Lippai B. Roma Szakkollégium, Debrecen–Hajdúböszörmény, 2016
- Peremhelyzetben II. Romológiai írások / In marginal position II. Writings from the field of romology; szerk. Biczó Gábor, Bálint Péter; Didakt, Debrecen, 2017 (Studia Cingarorum)
- Átok, titok és ígéret a népmesében / The curse, the secret and the promise in the folktale; ford. Nagy Gabriella Ágnes, George Seel; 2. jav. kiad.; Didakt, Debrecen, 2018 (Fabula aeterna)
- Bálint Péter–Bálint Zsuzsa: "Azé kűdött az Isten ide hozzátok, hogy segíjjek rajtatok". Példázatok és folklórszövegek hermeneutikája; Didakt, Debrecen, 2018 (Fabula aeterna)
- A mese és mondója. Folklór és irodalom / The tale and teller. Folklor and literature; ford. Rónai Anikó, George Seel; Didakt, Debrecen, 2019 (Fabula aeterna)
- "Betekintettem a mennyországba". Példázatok és folklórszövegek hermeneutikája 2.; szerk. Bálint Péter, Bálint Zsuzsa; Didakt, Hajdúböszörmény–Debrecen, 2019 (Fabula aeterna)
- Kedvenc népmeséim. A hangok sokfélesége. Szöveggyűjtemény; szerk. Bálint Péter; Didakt, Debrecen, 2019 (Fabula aeterna)
- "Vallásos mese". Szöveggyűjtemény; szerk. Bálint Péter; Didakt, Debrecen, 2019 (Fabula aeterna)
- Jézus-mintázatok a népmesékben; Írott Szó Alapítvány, Bp., 2022
- Meseértelmezések. Válogatott etno- és irodalmi hermeneutikai tanulmányok; Írott Szó Alapítvány, Bp., 2022

## Díjai, kitüntetései
- Móricz Zsigmond-ösztöndíj (1987)
- A Művészeti Alap Elsőkötetesek Díja (1991)
- Nagy Lajos-ösztöndíj (1992)
- MAOE-díj (1996)
- József Attila díj (2012)
- A Magyar Érdemrend lovagkeresztje (2019)